# Graptophyllum
- Commons
- Wikispecies

Graptophyllum Nees, segundo o Sistema APG II, é um gênero botânico da família Acanthaceae.

## Espécies
| - Graptophyllum balansae - Graptophyllum earlii - Graptophyllum excelsum - Graptophyllum gilligani - Graptophyllum glandulosum - Graptophyllum hortense - Graptophyllum ilicifolium - Graptophyllum insularum - Graptophyllum macrostemon - Graptophyllum mediauratum - Graptophyllum ophiolithicum | - Graptophyllum pictum - Graptophyllum picturatum - Graptophyllum pubiflorum - Graptophyllum repandum - Graptophyllum reticulatum - Graptophyllum sessilifolium - Graptophyllum siphonostenum - Graptophyllum spinigerum - Graptophyllum thorogoodii - Graptophyllum viriduliflorum |

- «Lista das espécies»

## Nome e referências
Graptophyllum C.G.D. Nees , 1832

## Classificação do gênero
| Sistema | Classificação                       | Referência            |
| ------- | ----------------------------------- | --------------------- |
| APG II  | Ordem Lamiales, família Acanthaceae | APweb, versão 9, 2008 |